# اضطراب الاستثارة الجنسية
يتميز اضطراب الاستثارة الجنسية بقلة أو عدم وجود الخيال الجنسي والرغبة في النشاط الجنسي في حالة من شأنها أن تنتج عادة الإثارة الجنسية، أو عدم القدرة على تحقيق أو الحفاظ على ردود نموذجية في حالة الإثارة الجنسية. تم العثور على هذا الاضطراب في الدليل التشخيصي والإحصائي للاضطرابات النفسية. لا ينبغي الخلط بين تلك الحالة وبين اضطراب الرغبة الجنسية (إبردة).
غالبًا ما يستخدم هذا المصطلح في تشخيص غُلمة النساء (اضطراب الإثارة الجنسية للإناث)، في حين يُستخدم مصطلح ضعف الانتصاب (عنانة) للرجال.

## الأعراض والعلامات
في النساء، تشمل أعراض هذا الاضطراب ما يلي:
- تزليق المهبل
- نقص التمدد المهبلي
- انخفاض انتفاخ الأعضاء التناسلية (انتفاخ) أو تورم
- انخفاض الإحساس في الأعضاء التناسلية أو الحلمة

ومع ذلك، لا يزال اعتبار وجود الإثارة الفسيولوجية كعرض موثوق به من الاضطراب هو موضع شك. وقد أظهرت الأبحاث أن النساءصابات باضطراب الإثارة الجنسية دون عجز الإثارة تظهر زيادات مماثلة في الاستجابة الفسيولوجية خلال استخدام المثيرات الجنسية.

## الأسباب
على عكس الاعتقاد الشائع، لا ينشأ هذا الاضطراب دائمًا من عدم وجود الإثارة الجنسية. وتشمل الأسباب المحتملة
- الاضطراب النفسي
- بعض العوامل العاطفية، مثل الاكتئاب، والغضب، والإجهاد.
- بعض العوامل الأخرى المتعلقة بالعلاقات مع الأفراد مثل الصراع أو انعدام الثقة
- بعض العوامل الطبية، مثل قلة الهرمونات، وانخفاض تدفق الدم للأعضاء التناسلية، وضرر الأعصاب؛ واستعمال العقاقير الاستجمامي.

قد يكون عدم وجود الإثارة الجنسية بسبب نقص عام في الرغبة الجنسية أو بسبب عدم الرغبة الجنسية للشريك الحالي. وقد لا يكون لدى الشخص دائمًا رغبة جنسية أو منخفضة أو قد يكون قد تم الحصول على عدم الرغبة خلال إشباعها مع شخص آخر.

## التشخيص
يجب أن ينظر الطبيب النفساني ة أولا في أي مشاكل نفسية أو عاطفية؛ في حين يدرس معالج الجنس العلاقة بين الشريكين؛ وبعد ذلك يقوم طبيب بالتحقيق في الأسباب الطبية لهذا الاضطراب.
من أجل الحصول على هذا التشخيص، يجب على المرأة، على الأقل أن تشتكي ل6 أشهر من هذا الاضطراب، مع تقرير ما لا يقل عن 3 من الأعراض التالية: انعدام أو انخفاض كبير في الاهتمام في النشاط الجنسي، في الأفكار الجنسية أو المثيرات الجنسية أو الخيالات الجنسية، في الشروع في ممارسة الجنس أو تقبل الجنس، في الإثارة أو المتعة في معظم اللقاءات الجنسية، والاستجابة الجنسية للمثيرات الجنسية، أو خلل في الاستجابات التناسلية أو غير التناسلية للنشاط الجنسي. هذا يمكن أن يكون إما مدى الحياة أو المكتسبة.

## العلاج
اعتمادًا على سبب الاضطراب، قد يكون استخدام العلاج الهرموني أو دواء لتعزي تدفق الدم، مثل الفياجرا (سيلدينافيل) مناسبًا.
يجر دراسة استخدام مادة بريملانوتيد في الاختبارات الطبية لزيادة الرغبة الجنسية لدى النساء. في عام 2014، أعلنت شركة بالاتين، الشركة التي تطور الدواء، بداية المرحلة الثالثة من (مراحل التجارب السريرية لتحديد فعاليتها.